# Hamar Idrettslag Fotball
Lo Hamar Idrettslag Fotball è una società calcistica norvegese con sede nella città di Hamar. Milita nella 5. divisjon, sesto livello del campionato norvegese. Il club militò per due stagioni, e precisamente nel campionato 1937-1938 e nel campionato 1947-1948, nella massima divisione norvegese.